# Jorge Pessano
Jorge Pessano Deambrosi (Montevideo, 2 de octubre de 1926 - ídem, 29 de diciembre de 1990), magistrado uruguayo, ministro de la Suprema Corte de Justicia de su país entre 1989 y 1990.
Graduado como abogado en la Universidad de la República, ingresó al Poder Judicial como Juez de Paz en julio de 1954. Tras desempeñar diversos cargos en el interior del país, desde mediados de los años 60 ocupó el cargo de Juez Letrado en lo Civil de 7º Turno en la ciudad de Montevideo.
En 1978 fue destituido de su cargo judicial por la dictadura militar entonces imperante en el país. Con el restablecimiento de la democracia en 1985, fue restituido en la magistratura judicial y designado, en septiembre de ese año, ministro del Tribunal de Apelaciones en lo Civil de 3.er Turno.
En septiembre de 1989, al cesar Jacinta Balbela en su cargo como ministra de la Suprema Corte de Justicia, la mayoría de los ministros de los Tribunales de Apelaciones tenían la misma antigüedad en su cargo, pues en todos los casos se computaba la misma desde su ratificación en el cargo a partir de la venia otorgada por el Senado en septiembre de 1985. Entre ellos, Pessano era quien tenía la mayor antigüedad como juez, criterio recogido subsidiariamente en la Constitución para la preferencia en el ingreso a la Suprema Corte de Justicia en caso de igual antigüedad en los Tribunales de Apelaciones. Por lo tanto, al transcurrir 90 días sin que la Asamblea General (Poder Legislativo) designara expresamente a otra persona para el cargo, Pessano quedó automáticamente investido como ministro del máximo órgano judicial del país, asumiendo su cargo el 29 de diciembre de 1989.
Falleció a los 64 años de edad el 29 de diciembre de 1990, exactamente un año después de su asunción como ministro de la Suprema Corte de Justicia. Al día de hoy es el último ministro de dicho cuerpo que ha fallecido en ejercicio del cargo.
- Datos: Q5935806